# Štefan Pilárik
Štefan Pilárik (Stephanus Pilarick) starší (* 1615 Očová, † 8. února 1693 Neu-Salza) byl teolog, spisovatel, básník, filozof a exulant. V letech 1674–1693 byl prvním pastorem v exulanty založené česko-německé obci Neu-Salza v Horní Lužici. Kromě češtiny mluvil i psal latinsky a německy. Skvěle ovládal rétoriku. Během studia ve Wittenbergu se seznámil s pietismem a byl jeho stoupencem.

## Životopis
Pocházel z protestantské rodiny, jeho rodná obec ležela v Horních Uhrách na území Královského Uherska. Otec, rovněž Štefan, byl evangelický duchovní, matka se jmenovala Anna. V rodině i v různých školách se Pilárik vzdělával od svých čtyř let, měl hudební nadání a v raném dětství se naučil hrát na varhany. Už jako patnáctiletý pracoval jako varhaník v Bardějově. Podle Pilárikových záznamů bylo město Bardějov prvním v Uhrách, které „přijalo luteránské učení“. V roce 1633 (věk 18 let) pronesl Pilárik své první kázání v kapli Vígľašského zámku a jako dvacetiletý (1635) byl jmenován kantorem v Ilavě. Tam se seznámil se svou budoucí manželkou Sienou (Eufrosia, † 1675 Neu-Salza), se kterou se v roce 1637 oženil. S ní zplodil jedenáct dětí, sedm chlapců a čtyři dívky, pět dětí zemřelo v útlém věku. Rodina se často stěhovala a Pilárik pracoval jako kazatel v různých protestantských sborech (např. ve Spišské Teplici). Kolem roku 1650 byl přijat jako dvorní kaplan hraběnkou Evou z Trenčína a tuto práci vykonával až do roku 1660.
V té době katolický jezuitský řád významně rozšiřoval svá působiště nejen v Čechách a na Moravě, ale i v Uhrách. Řád svým rekatolizačním a protireformačním úsilím vypuzoval evangelické křesťany odkudkoli, kam jen vstoupil. Uherský konvertita a podporovatel jezuitů hrabě František II. Nádasdy vedl v roce 1660 pravidelná tažení proti „kacířům“ a pronásledoval i rodinu Štefana Pilárika. V Pilárikově autobiografickém díle je popsán jeho další osud, tj. jak byla jeho rodina rozdělena, jak byl během turecko-tatarského vpádu v roce 1663 odvlečen do otroctví a jak se dostal do Žitavy – útočiště pobělohorských exulantů. Do Žitavy přišel v roce 1673 z důvodu náboženského pronásledování nekatolíků v Uhrách po porážce protihabsburského Wesselényiho spiknutí a v roce 1674 (bez povolení a k nelibosti kurfiřta) byl zvolen za kazatele českého exulantského sboru v Neu-Salze. Když se situace urovnala, dorazila za ním i manželka s již dospělými dětmi a rodina se spojila. Český sbor, který byl samostatný a oddělen od tamějšího luterského sboru, vedl Pilárik až do své smrti. V českém rozestavěném kostele byla v roce 1675 pohřbena Pilárikova první manželka. V roce 1677 darovala  vrchnost Pilárikovi dům a zapsala ho do seznamu měšťanů. Pilárik se oženil podruhé a dne 21. 5. 1688 byl pokřtěn jeho syn Esjas Nicephorud. Štefan Pilárik zemřel 8. 2. 1693 a v kostele stále visí jeho obraz. V Neu-Salze se česky kázalo až do roku 1800, ale pro česky mluvící exulanty nenabylo toto městečko většího významu.

## Nejznámější dílo
- Sors Pilarikiana – Los Pilárika Štěpána,[5]
- Currus Jehovae mirabilis (Podivuhodný vůz Boží), autobiografie, Wittenberg, 1678,[6][7]
- Turcico-Tartarica crudelitas (Turecko-Tatarské ukrutnosti), Budyšín, 1684.[8][9]